# Aeroportul Merimbula
Aeroportul Merimbula (IATA: MIM, ICAO: YMER) este un aeroport din Merimbula⁠(d), Noul Wales de Sud, Australia ce deservește zona Merimbula⁠(d). Aeroportul a fost tranzitat în 2022 de 54.839 de pasageri. A fost numit după zona deservită.
Situat la o altitudine de 2 m, aeroportul dispune de o singură pistă.